# ناحیه عین البیضاء حریش
ناحیه عین البیضاء حریش (به عربی: دائرة عین البیضاء حریش) یک ناحیه در الجزایر است که در استان میله واقع شده‌است.